# Partido de Balcarce
Partido de Balcarce är en kommun i Argentina.   Den ligger i provinsen Buenos Aires, i den sydöstra delen av landet, 300 km söder om huvudstaden Buenos Aires. Antalet invånare är 42 040. Arean är 4 172 kvadratkilometer. Partido de Balcarce gränsar till Ayacucho (partido), Partido de Mar Chiquita, General Pueyrredón, Partido de General Alvarado, Lobería och Tandil. 
Terrängen i Partido de Balcarce är huvudsakligen platt, men åt sydost är den kuperad.
Trakten runt Partido de Balcarce består till största delen av jordbruksmark. Runt Partido de Balcarce är det glesbefolkat, med 10 invånare per kvadratkilometer.